# 2012年4月中國大陸

## 4月5日
- 酒泉卫星发射中心否认坠落的长征三号乙残骸释放的四氧化二氮黄烟有剧毒。新京报（页面存档备份，存于）

## 4月10日
- 中国共产党中央政治局委员薄熙来因受王立军事件和其妻薄谷开来涉嫌谋杀尼尔·伍德一案等影响被中国共产党中央委员会停止职务和立案调查。人民网（页面存档备份，存于）新华网（页面存档备份，存于）新华网（页面存档备份，存于）

## 4月13日
- 宁夏固原市原州区发生家禽H5N1亚型高致病性禽流感疫情，共9.5万只病鸡及同群鸡全部被扑杀。中国新闻网（页面存档备份，存于）
- 帕劳最高法院下午批准了中国船员与帕劳政府达成的庭外和解协议。根据协议，中国船员承认非法侵入和非法捕鱼两项罪名，接受17天监禁和每人1000美元的处罚，帕劳检方则放弃就本案提出其他控诉。中国新闻网（页面存档备份，存于）

## 4月17日
- 亚洲最大的射电天文望远镜在上海佘山吊装成功。这台口径达到65米的望远镜主要功能被确定为倾听来自太空深处的微弱信号，并为中国的的深空探测指引方向，同时还会在“嫦娥三号”、火星探测器等工程中发挥作用。劳动报
- 香港食物及卫生局局长周一岳17日晚间与媒体谈内地孕妇来港分娩配额问题时表示，2013年双非孕妇分娩配额可能为零。中国新闻网（页面存档备份，存于）

## 4月18日
- 中国最先进的渔政船“渔政310”船，当天10时30分从广州出发，前往南海执行维权护渔任务。该船还曾赴钓鱼岛等多处海域执行过护渔任务。新华网（页面存档备份，存于）
- 南苏丹驻华使馆临时代办瓦伦蒂诺在北京与中国外交部长杨洁篪会晤，递交了临时代办介绍信，表达了南苏丹将设驻华大使馆的意向。中国新闻网（页面存档备份，存于）
- 涉嫌非法进入帕劳海域捕鱼的25名中国渔民17时乘坐包机抵达海口美兰国际机场，被帕警方开枪误击死亡的卢永的遗体也同机回国。中国新闻网（页面存档备份，存于）

## 4月19日
- 韩国仁川地方法院于上午10时(北京时间9时)在413号厅对中国渔船“鲁文渔”号船长程大伟涉嫌刺死韩国海警一案进行宣判。程大伟被判处30年有期徒刑，罚款2000万韩元(约合人民币11.2万)。因涉嫌妨碍特殊公务执行而一同被起诉的8名船员中，刘德福和王国辉(音)，被判处2年有期徒刑，罚款1000万韩元(约合人民币5.6万)，其他6名船员，被判处1年零6个月有期徒刑。与此案相关的“辽葫渔”船长刘连成亦被判处5年有期徒刑，罚款2000万韩元(约合人民币11.2万)。人民网（页面存档备份，存于）
- 中国外交部发言人刘为民19日在例行记者会上表示，中方不接受韩方单方面适用“专属经济区法”对中国渔民作出判决。中国新闻网（页面存档备份，存于）
- 呼伦贝尔市陈巴尔虎旗突发草原火灾， 火借风势迅速蔓延难以控制，过火面积和起火原因不详。中国新闻网（页面存档备份，存于）
- 新一届中共贵州省委领导班子19日下午在贵阳产生，栗战书当选贵州省委书记。中国新闻网（页面存档备份，存于）

## 4月20日
- 中国航母平台20日8时许再次从大连启航，出海进行第四次海试。此次海试预计持续9天，地点位于渤海北部、河北省秦皇岛市东部海域，距离辽宁省兴城市约80至150千米。有消息指歼15舰载机将在此次海试中试飞。中新社（页面存档备份，存于）

## 4月21日
- 参加“海上联合——2012”中俄海上联合演习的俄罗斯舰艇，21日上午陆续驶入青岛某军港。本次演习俄罗斯海军太平洋舰队派出了“瓦良格”号导弹巡洋舰，“沙波什尼科夫海军元帅”号大型反潜舰，“维诺格拉多夫海军上将”号大型反潜舰以及2艘拖船和1艘油船。中国新闻网（页面存档备份，存于）

## 4月22日
- 审计署审计发现，四川汶川地震重建中出现大量的政府豪华办公楼，而学校重建却出现偷工减料现象。媒体指出，公众的捐款“变成了政府豪华办公楼的一砖一瓦”。新京报（页面存档备份，存于）

## 4月23日
- 东莞虎门长德路，禁止停车后车位线仍然保留，警察每日抄牌3次，年收罚款上百万元。虎门长德路成常罚路 200米路段年罚上百万

## 4月24日
- “任何人批评政府，都会失去人身自由。”网友对湖南长沙“两市民向市政府送‘截访先进单位’锦旗被拘9天”事件作出以上评述。两市民向市政府送“截访先进单位”锦旗被拘9天（页面存档备份，存于）

## 4月26日
- 2012年4月26日，中国国务院总理温家宝在华沙会见出席中国－中东欧领导人会晤的克罗地亚共和国总理佐兰·米拉诺维奇[1]
- “公车数量，‘就是不告诉你’”。4月24日，深圳市绿色出行新闻发布会上，面对《中国青年报》、《南方日报》等四家媒体的提问，深圳市官员以各种理由推搪，极尽外交辞令，就是拒绝回答深圳市到底有多少公车。南方都市报（页面存档备份，存于）珠江晚报（页面存档备份，存于）

## 4月27日
- 广东大亚湾政府“悬赏正面报道”，被质疑是有偿新闻。大亚湾区政府于4月11日印发《大亚湾区新闻宣传报道奖励实施办法》，对在中央到地方媒体发表正面报道的，予以1万元到100元不等的奖励。羊城晚报（页面存档备份，存于）南方都市报（页面存档备份，存于）

## 4月28日
- 四川政府无法完成为富士康招募到充足的劳工的任务，公务员顶包进厂打工。美国公平劳动协会发表报告称：四川、重庆、河南滥用公共资源为富士康招工，不惜投入大量的人力和财政资源。经济观察报（页面存档备份，存于）21世纪经济报道（页面存档备份，存于）

- 全长26公里的苏州地铁1号线28日中午11时18分正式通车。这是苏州开通的首条地铁，也让苏州成为中国首个开通地铁的地级市。新华网 Archive.today的存檔，存档日期2013-04-28

1. ↑  . www.gov.cn.   [2021-06-03]. （原始内容存档于2021-06-04）.